# Забродье (Лельчицкий район)
Забродье (бел. Заброддзе) — деревня в Стодоличском сельсовете Лельчицкого района Гомельской области Беларуси.

## География

### Расположение
В 17 км на юго-восток от Лельчиц, 65 км от железнодорожной станции Ельск (на линии Калинковичи — Овруч), 272 км от Гомеля.

## Транспортная сеть
Транспортные связи по просёлочной, затем автомобильной дороге Лельчицы — Мозырь. Планировка состоит из криволинейной улицы, близкой к широтной ориентации, к которой с севера присоединяется короткая криволинейная улица. Застройка деревянная, неплотная, усадебного типа.

## История
Согласно письменным источникам известна с XIX века как селение в Буйновичской волости Мозырского уезда Минской губернии. Во время Великой Отечественной войны в июле 1943 года оккупанты сожгли деревню и убили 10 жителей Согласно переписи 1959 года в составе колхоза «Путь Ильича» (центр — деревня Стодоличи).

## Население

### Численность
- 2004 год — 32 хозяйства, 47 жителей.

### Динамика
- 1897 год — 18 дворов, 150 жителей (согласно переписи).
- 1908 год — 27 дворов, 191 житель.
- 1917 год — 255 жителей.
- 1921 год — 41 двор, 278 жителей.
- 1925 год — 53 двора.
- 1959 год — 187 жителей (согласно переписи).
- 2004 год — 32 хозяйства, 47 жителей.